# Aldborough (North Yorkshire)
Aldborough ist eine Ortschaft im Civil parish Boroughbridge im Verwaltungsbezirk Borough of Harrogate in North Yorkshire, England. Ursprünglich war Aldborough eine Gemeinde in der Traditionellen Grafschaft West Riding of Yorkshire in England.

## Geschichte
Aldborough steht am Platz der britisch-römischen Siedlung Isurium Brigantum. Die Briganten waren der wichtigste keltische Stamm in diesem Teil Britanniens und sie hatten Isurium Brigantum als Hauptort. Die römische Legio VIIII Hispana war ab dem Jahre 43 n. Chr. dort stationiert. Der Ort entstand an der wichtigen Kreuzung der Dere Street, der römischen Verbindungsstraße von Eboracum (heute York) nach Veluniate am Antoninuswall (heute Bo’ness in Schottland), mit dem River Ure, den sie hier querte. Die Dere Street wurde später zur Great North Road und ist heute ein Abschnitt der A1 road.
Als der Straßenverlauf nach der normannischen Eroberung Englands verlegt wurde, verlor der Ort einen großen Teil seiner Bedeutung. Die Straße wurde zur neu entstandenen Brücke umgeleitet, dort wuchs eine neue Stadt, die den Namen New Borough on t'Brigg, Borough on t'Brigg und schließlich Boroughbridge erhielt, während der ältere Ort nun Ald-Borough hieß.
Von 1558 bis 1832 stellte die Gemeinde zwei Parlamentsabgeordnete, die sie durch den Reform Act 1832 verlor.
Das Römermuseum von Aldborough gehört zur English Heritage.

## Sehenswürdigkeiten
- St. Andrew's Church mit einem Relief von Sir William de Aldeburgh (um 1360) an der Nordseite.
- Das heutige Gemeindeamt stammt aus dem frühen 10. Jahrhundert und war ursprünglich ein Schulgebäude.
- Doppel-Pranger mit Sperrschlössern am The Square.
- Teilstück der römischen Dere street.

## Bildergalerie

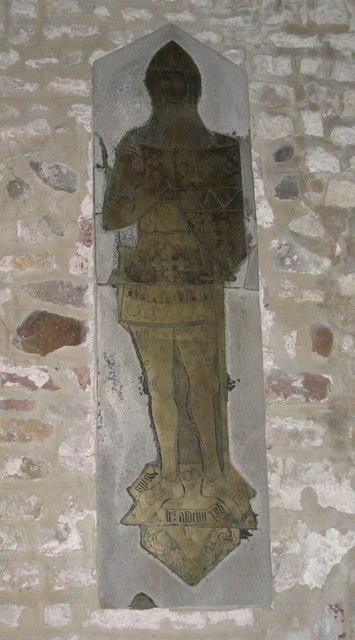
Sir William de Aldeburgh
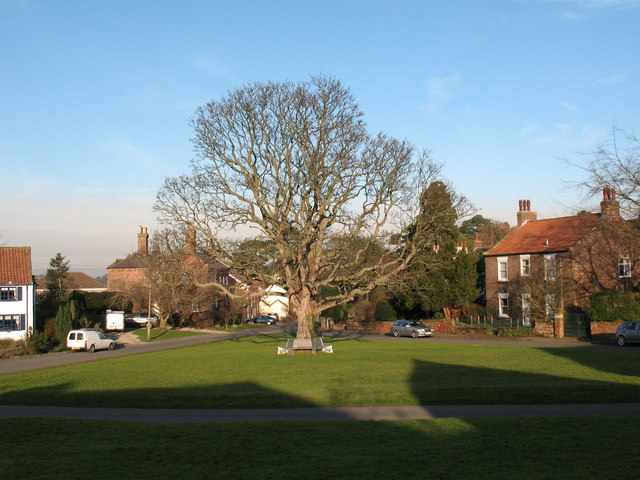
Ortsanger
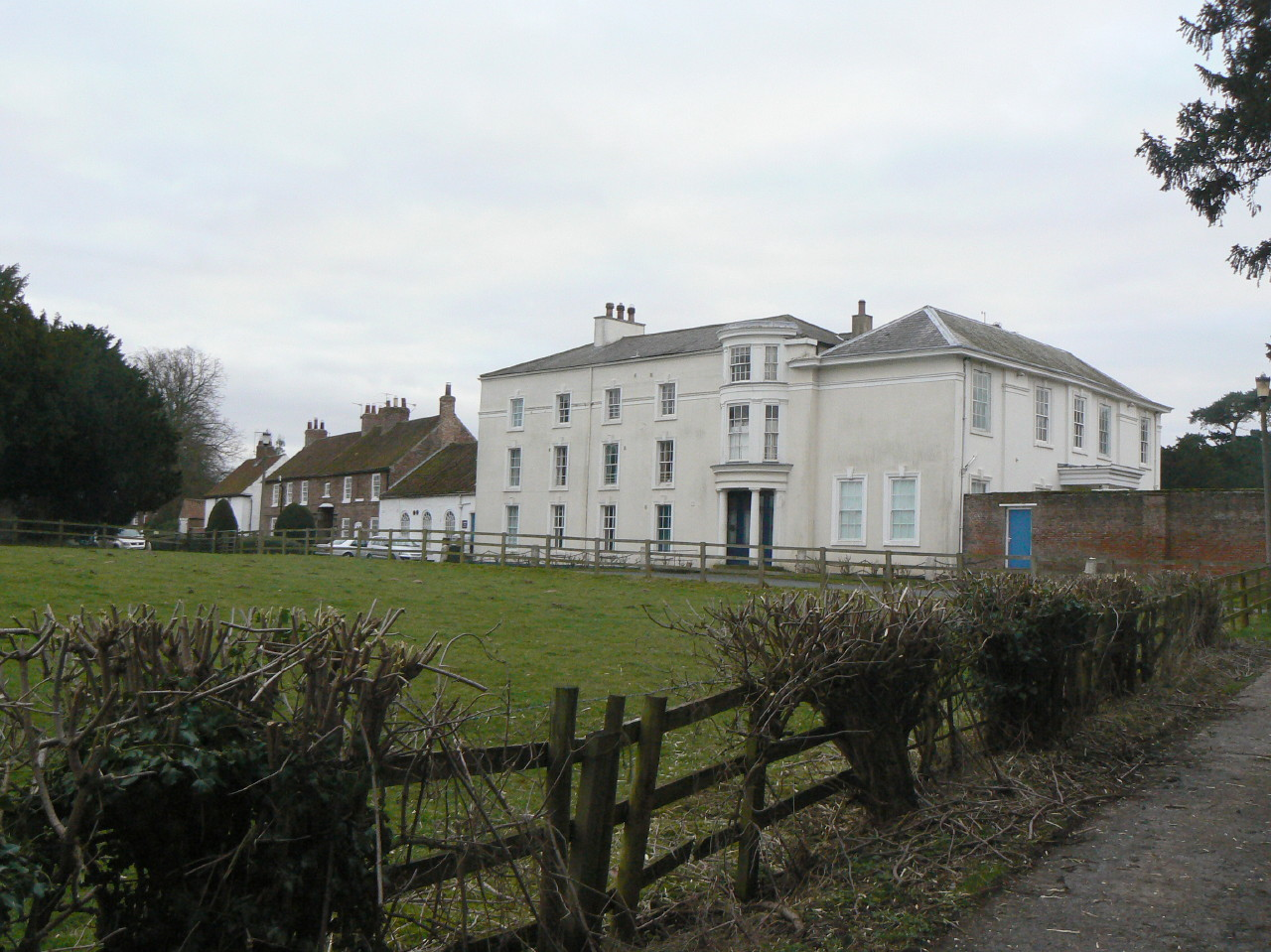
Herrenhaus Aldborough Manor
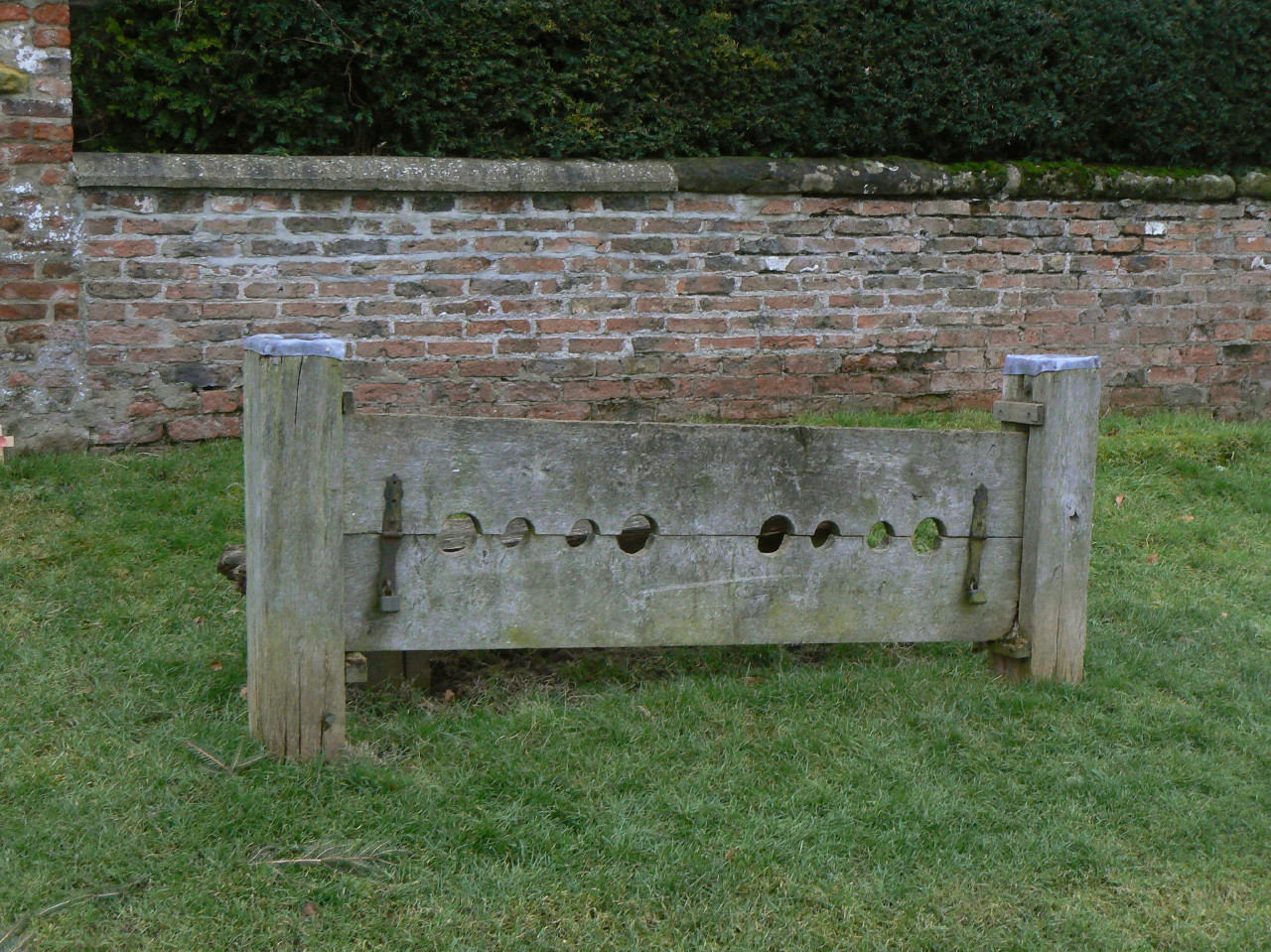
Pranger
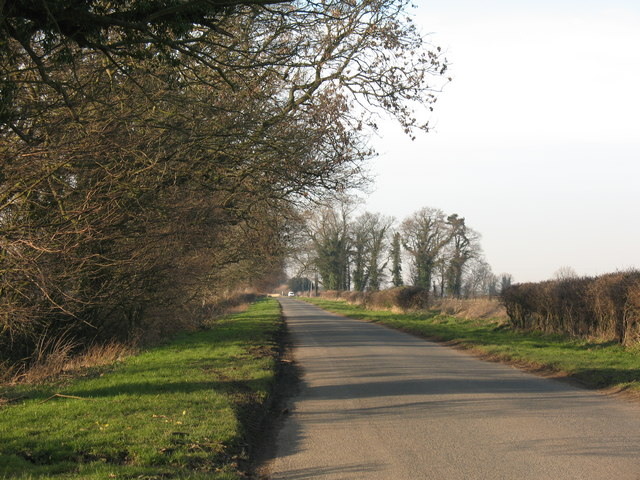
Dere Street bei Aldborough
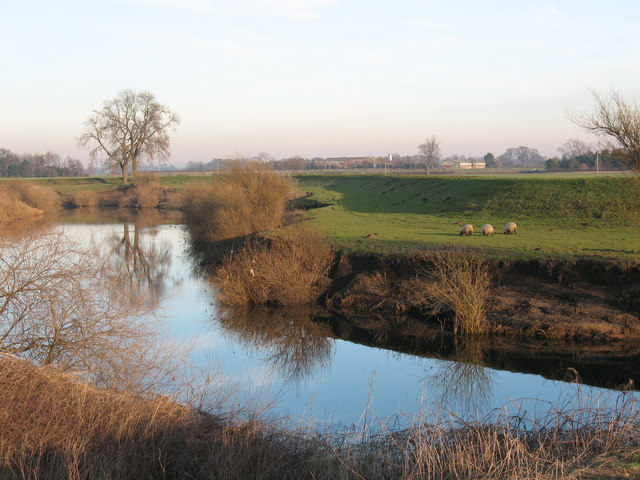
River Ure bei Aldborough